# Hexatoma longeantennata
Hexatoma longeantennata là một loài ruồi trong họ Limoniidae. Chúng phân bố ở miền Cổ bắc.